# Festival international du film francophone de Namur
Het Festival international du film francophone de Namur (Internationaal festival van de Franstalige film van Namen) (FIFF Namur) is een filmfestival voor Franstalige films dat jaarlijks plaats vindt in Namen. Het festival werd opgericht in 1986 en organiseert drie competities: speelfilms, debuutfilms en korte films die getuigen van de diversiteit van de Francophonie. 
De filmprijs Bayard d'or, die de beste films beloont, werd gemaakt door beeldhouwer Olivier Strebelle en is een verkleinde reproductie van zijn originele werk van het Ros Beiaard dat op de Ardennenbrug over de Maas in Namen staat. De Bayard d'Or-prijzen worden toegekend door de officiële speelfilmjury, de kortefilmjury en de Émile Cantillon-jury.
Het festival organiseert workshops en bijeenkomsten waar professionals samen kunnen komen om Franstalige films te maken. Het FIFF draagt via de FIFF Campus bij aan de educatie van jongeren en biedt activiteiten en educatieve sessies aan voor 3- tot 25-jarigen.

## Geschiedenis
in 1986 werd het Festival cinématographique de Wallonie opgericht door Jean-Louis Close, André Ceuterick, René Fauvel en Luc en Raoul Hemelaer, naar aanleiding van de culturele uitdaging die tijdens de Top van Parijs werd gelanceerd door de staatshoofden en regeringsleiders die het gebruik van de Franse taal gemeen hadden. Het doel was een selectie films uit de Francofonie voor te stellen, waarbij het Festival de Wallonie de fakkel overnam van het "Festival International du Film et d'Échanges francophones" (FIFEF), dat werd opgericht in de eerste jaren van na de Tweede Wereldoorlog, die enerzijds wilde aantonen dat de Anglo-Amerikaanse cinema niet het enige filmkunst was, en anderzijds dat er veel cinema 'in het Frans' bestaat buiten Frankrijk.
Sinds 1988 ondersteunt de Organisation internationale de la Francophonie (OIF) het festival officieel. In 1989 veranderde de vereniging haar naam in Festival International du Film Francophone en werd erkend door de Fedération International des Associations de Producteurs de Films (FIAPF) als een competitief themafestival.
In 2006 stelde het FIFF zijn programmering open voor het Vlaamse deel van het land door een focus op de Vlaams-Belgische cinema te introduceren. In 2007 besloot het Festival documentairefilms op dezelfde voet te plaatsen als fictie door ze te integreren in officiële competities. In 2008 stelde het FIFF zijn programmering open voor korte films. Sinds 2009 hebben ze hun eigen competitie.

## Bayard d'or
Vanaf 1994 werd de Prix spécial TV5 toegekend, die sinds 2002 de Bayard d'or wordt genoemd.
Filmprijzen van de officiële jury:
- Bayard d'or du meilleur film (beste film)
- Bayard d'or de la meilleure interprétation (beste vertolking)
- Bayard d'or du meilleur scénario (beste scenario)
- Bayard d'or de la meilleure photographie (beste cinematografie)
- Bayard d'or de la meilleure 1ère œuvre (beste debuut)
- Bayard spécial du jury (speciale juryprijs)